# Мартин Иден
«Ма́ртин И́ден» (англ. Martin Eden; в советских довоенных изданиях использовалась транскрипция «Мартин Идэн») — роман Джека Лондона. Впервые был напечатан в журнале «The Pacific Monthly» в 1908—1909 годах и уже в 1909 году вышел отдельной книгой в издательстве «Макмиллан компани» (Macmillan Company).

## Сюжет
Действие романа происходит в начале XX века в Окленде (Калифорния, США). Мартин Иден — рабочий парень, моряк, выходец из низов, примерно 21 года от роду, случайно знакомится с Руфью Морз — девушкой из состоятельной буржуазной семьи. Влюбившись в неё с первого взгляда и попав под впечатление от высшего общества, Мартин, желая стать достойным Руфи, активно берётся за самообразование. Руфь, видя в Мартине «дикаря», берёт покровительство над его начинаниями. Мартин узнаёт, что журналы платят приличные гонорары авторам, которые в них печатаются, и твёрдо решает сделать карьеру писателя. К тому же он уверен, что может писать гораздо лучше, чем те, чьи произведения публикуют литературные журналы.
Мартин составляет программу по самосовершенствованию, работает над своим языком и произношением, читает много книг. Опираясь на жизненный опыт, он пишет стихи и прозу и рассылает их по печатным изданиям. Крепкое здоровье и несгибаемая воля движет его к цели. Мартин ведёт бедный образ жизни, голодает, недосыпает и держится на случайных заработках. Герой всё сильнее привязывается к Руфи. Между молодыми людьми лежит огромная социальная пропасть, но они испытывают друг к другу взаимную симпатию. Поначалу семья Руфи не возражает против их знакомства (их дочери уже 24 года, но она ещё не замужем). Писательское мастерство Идена растёт. Идут месяцы и годы, но ни одно из его серьёзных произведений издательства не хотят печатать. Не приносят успеха и его «ремесленные» произведения, юмористические стихи и статьи, уж которые, как он уверен, обязательно должны были напечатать.

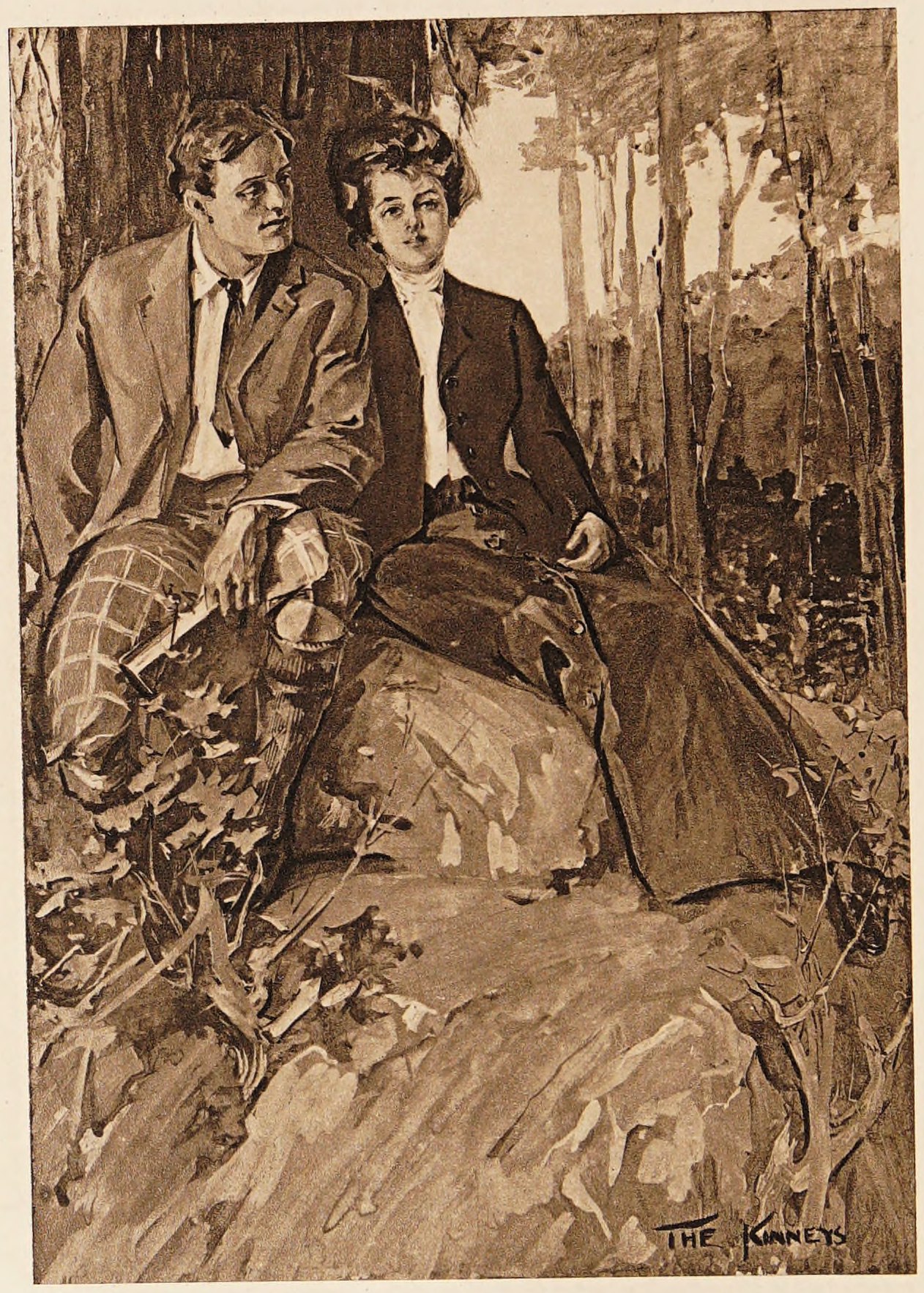
Мартин и Руфь. Иллюстрация первого издания.

Руфь, испытывая влечение к Мартину, пугаясь и стесняясь его, в конце концов понимает, что влюблена. Её мать и отец воспринимают выбор дочери с неодобрением. Однако решают открыто не препятствовать помолвке. Тем не менее они всячески пытаются представить Мартина в глазах Руфи недостойным её. Они приглашают в дом много состоявшихся или активно делающих карьеру молодых людей из высшего общества.
На одном из званых вечеров в доме Морзов Мартин знакомится с Рэссом Бриссенденом — поэтом и философом, который становится его другом. Бриссенден пытается придать стройность и законченность философским взглядам Идена и высоко оценивает его творчество, хотя и советует ему бросить писать для журналов, но продолжать для себя. Бриссенден даёт прочитать Мартину собственное творение — поэму «Эфемерида», которая производит на Мартина неизгладимое впечатление. В ответ на предложение немедленно попробовать напечатать «Эфемериду» Бриссенден отказывается. Втайне от друга Иден решает предложить его поэму различным журналам, надеясь в случае согласия редакторов уговорить последнего её опубликовать.
Однажды Иден, с подачи Бриссендена, принимает участие в политическом митинге и отстаивает там свои взгляды. Он горячо критикует взгляды участвующих в митинге социалистов и анархистов. Однако после митинга, по воле начинающего журналиста — охотника за сплетнями, который не разобрался в сути дискуссии, в газеты попадает информация о Мартине Идене как о лидере оклендских социалистов. Мартин Иден встречается с ним и отшлёпывает его по заду как ребёнка. Обиженный журналист пишет о Мартине как о «враге общества», бездельнике «с чертами вырождения на лице». Руфь разрывает свои отношения с Мартином.
После нескольких попыток «Эфемериду» принимает к публикации журнал «Парфенон». Поэма наделала много шума среди читателей и критиков, но автору поэмы Рэссу Бриссендену не суждено было это узнать: безнадёжно больной туберкулёзом, он покончил с собой, о чём Мартин узнает на 5 день после его смерти. Однако ажиотаж, поднятый толпой ничтожных выскочек и бездарных литераторов вокруг «Эфемериды», вскоре приводит Мартина к мысли, что Бриссенден был прав, отказавшись публиковать произведение в буржуазных журналах.
Одно издательство решается на свой страх и риск опубликовать небольшим тиражом критико-философскую книгу Мартина «Позор Солнца». Ожидая провала, издательство отказывается покупать права на книгу и заранее выплачивать гонорар. Книга вызвала сенсацию. Её заметили и оценили крупнейшие писатели. Полемика вокруг неё способствует славе молодого автора. Произведения Идена, годами не замечавшиеся издательствами, почти всегда возвращавшими рукописи обратно, вдруг начали печатать.
Но неожиданный успех не приносит Мартину удовлетворения. После смерти Бриссендена он принимает решение никогда больше не заниматься писательской деятельностью. Мартин стал очень популярен. Его постоянно приглашают на обеды, банкеты, предлагают членство в самых элитных клубах, издатели заваливают его письмами; Мартина же, в свете всего этого, мучает один вопрос:
Боже мой, — думал Мартин, — а я тогда голодал, ходил оборванцем! Почему они меня в то время ни разу не пригласили обедать? Тогда это пришлось бы как раз кстати. Ведь всё это вещи, написанные давным-давно. Если вы теперь кормите меня обедами за то, что я сделал давным-давно, то почему вы не кормили меня тогда, когда я действительно в этом нуждался? Ведь ни в „Колокольном звоне“, ни в „Пери и жемчуге“ я не изменил ни одного слова. Нет, вы меня угощаете вовсе не за мою работу, а потому, что меня угощают все, и потому, что угощать меня теперь считается за честь.
Руфь Морз сама приходит к модному и обеспеченному писателю Мартину Идену в гостиницу «Метрополь» и предлагает ему свою руку и сердце. Она даже готова ради него разорвать отношения с семьёй и друзьями. В этот момент Мартин понимает, что его чувства к Руфи прошли, что он любил светлый и лучезарный образ, а не ограниченную буржуазную девушку. Он провожает её домой и замечает её брата Нормана, который ранее грозил Мартину полицией, а сейчас сам привёл к нему сестру. Мартин, казалось, добившись цели всей своей жизни (наконец-то его признали как писателя), полностью теряет интерес к литературе, да и к самой жизни. Встреча со старыми приятелями, и даже с друзьями, не приносит Мартину радости. Он признаёт, что болен душевно. Он раздаёт деньги друзьям и родственникам, в том числе тем, которые когда-то отвернулись от него. Мартин решает приобрести в Тихом океане безлюдный участок на острове и укрыться там от мирской суеты. Поездка на пароходе тоже не развлекает его, целые дни Мартин дремлет на палубе. Охота ко сну пропадает и Мартин мучается, не зная куда девать время. Однажды ему попадается стих Суинберна «за то, что сердце в человеке не вечно будет трепетать». Мартин решает покончить с собой. Тайком он выбирается из иллюминатора и прыгает в воду. Он ныряет на большую глубину, из которой уже не выплыть, перехитрив свой инстинкт самосохранения.

## Философия и литература в романе
Значительное влияние на формирование взглядов главного героя романа оказывают известные философы конца XIX века Фридрих Ницше и Герберт Спенсер. Мировоззрение Мартина Идена основано на своеобразном смешении материализма Спенсера и рационализма и этики Ницше.
Ницше был прав. <…> Мир принадлежит сильному, сильному, который при этом благороден и не валяется в свином корыте торгашества и спекуляции. Мир принадлежит людям истинного благородства, великолепным белокурым бестиям, умеющим утвердить себя и свою волю. И они поглотят вас, социалистов, которые боятся социализма и мнят себя индивидуалистами. Ваша рабская мораль сговорчивых и почтительных нипочём вас не спасёт. Да, конечно, вы в этом ничего не смыслите, я больше не стану вам этим докучать. Но одно запомните. В Окленде индивидуалистов раз два и обчёлся, и один из них — Мартин Иден.
В психологии существует такое понятие как «Синдром Мартина Идена», относимое его авторами психофизиологами Ротенбергом В. С. и Аршавским В. В. к депрессии достижения. Расстройство обозначает разочарование и скуку после достижения долгожданной цели.

## Автобиография
Роман во многом автобиографичен, есть много общего между Мартином Иденом и самим Джеком Лондоном. Оба выходцы из низов и добились выдающихся успехов в литературе исключительно собственными усилиями. Сам Лондон в молодости перепробовал много занятий, он пишет о профессиях матроса, фабричного рабочего, о работе в прачечной с полным знанием дела. Образ Руфи навеян первой любовью Джека Лондона — Мейбл Эпплгарт.
Однако политические и философские взгляды Лондона и его главного героя различны. Если Идену только приписывались социалистические и даже «красные» идеи (что не соответствует его индивидуализму), то Лондон являлся приверженцем социализма. Устами Бриссендена он предупреждает Мартина Идена о неизбежной гибели индивидуалиста в буржуазном обществе: «Мне бы очень хотелось, чтобы вы стали социалистом, прежде чем я умру. Только это может спасти вас в час разочарования в жизни, которое, несомненно, наступит».

## Экранизации
- 1914 — Мартин Иден[англ.] / Martin Eden
- 1918 — «Не для денег родившийся» (режиссёр Никандр Туркин, сценарий Владимира Маяковского) — в главной роли В. В. Маяковский. Предположительно утерян в блокадном Ленинграде
- 1942 — «Приключения Мартина Идена[англ.]» — в главной роли Гленн Форд.
- 1976 — «Мартин Иден». Телевизионный спектакль. СССР.
- 1979 — «Мартин Иден». Мини-сериал, Италия. В главных ролях Кристофер Коннелли и Делия Боккардо
- 2019 — «Мартин Иден» (Италия; режиссёр Пьетро Марчелло)